# Ekonomie kandidat
Ekonomie kandidat är en titeln för den som avlagt en kandidatexamen i ekonomi, vilken är en akademisk examen på grundnivå. Denna utbildning innefattar både företagsekonomi och nationalekonomi. Den engelska benämningen på examen är Degree of Bachelor of Science in Business Administration and Economics.

## Sverige
En ekonomie kandidatexamen avläggs efter tre års heltidstudier (180 högskolepoäng) på ekonomprogrammet vid ett universitet eller högskola. Lärosäten som kräver höga antagningspoäng inom ekonomi är bland andra: Handelshögskolan, Uppsala Universitet och Lunds universitet. Huvudområdet i en ekonomie kandidat kan vara ekonomisk historia, företagsekonomi, handelsrätt, nationalekonomi eller statistik. Detta är en utbildning som är internationellt gångbar.